# Маја Николић (певачица)
Марија „Маја” Николић (Ниш, 11. април 1975) српска је певачица и телевизијска личност. Музичку каријеру је започела 1990-их такмичењем на музичким фестивалима. Издала је шест студијских албума.
Учествовала је у неколико ријалити-такмичења, међу којима су Фарма (2009, 2015), Двор (2011) и Велики Брат (2013).

## Биографија
Рођена је у Нишу 11. априла 1975. године. Још од малих ногу показивала је склоност ка музици. Певачки дар наследила је од оца и мајке. Њен отац Новак, војно лице у пензији, бавио се поп музиком, имао је свој бенд у Загребу док је похађао Војну академију. Њена мама Славица била члан ансамбла и певала изворну музику. Мајин брат Марко је школовани музичар. Завршио је џез академију у Грацу.
Највише времена у детињству је проводила са бабом и дедом. Њен деда је био свештеник. Похађала је Основну школу „21. мај”, а потом завршила Гимназију „Светозар Марковић” у Нишу. Током боравка у Сједињеним Државама завршила је Академију за џез певање Стела Адлер у Лос Анђелесу. Била је одличан ђак, ишла на такмичења из историје и географије. Учествовала је на шаховским турнирима. Тренирала је атлетику у клубу „Железничар” и кошарку у нишком клубу „Студент” три године.

### Дечији фестивали и период пре популарности
Николић је свој први јавни наступ имала са 7 година. Са братом Марком је једно време чинила кантауторски дуо Мар-Маја, она је писала текстове, а Марко музику. Освојили су многобројне награде као дуо на дечијим фестивалима. Од музике је зарадила и први хонорар. Са 13 година је почела да пева у кафићу и пицерији. Певала је џез, соул, евергрин, али и остале врсте музике у нишкој групи Хазари.
Године 1989. је добила понуду да изда албум за загребачку продукцијску кућу Југотон, међутим, почетак Југословенских ратова је зауставио потенцијалну сарадњу.

### Почеци професионалне каријере
После многобројних награда на дечијим фестивалима, Маја је наставила да наступа са својим братом и на фестивалима у сениорској конкуренцији. Први фестивалски наступ у сениорској конкуренцији у дуету са Марком је био на Београдском пролећу 1991. године са песмом Кад видим да си ту. Потом је уследила Нишка јесен 1991. године, где је са братом извела песму Сенке и то је последњи наступ дуа Мар-Маја. Након тога Маја учествује на фестивалима у дуету са Мирком Ћајићем; на МЕСАМ-у 1992. године са песмом Рођени да живимо, на Нишкој јесени 1992, као и на Београдском пролећу 1993. са песмом Верујем у љубав, коју је радио Владимир Граић; то је почетак њихове сарадње. Владимир Граић је аутор најпопуларнијих песама Маје Николић, који је постао њен крштени кум 1995. године.
За њен пробој на естради заслужна је Маја Оџаклијевиска, која ју је упознала са значајним људима на РТС-у.
Њен први соло наступ је био на Будванском фестивалу 1993. године са баладом Моја душа теби припада коју је написао Владимир Граић, а затим учествује на Београдском шлагеру 1993. године, где је наступила са песмом Радослава Граића Не дам те и освојила другу награду публике, што је била њена прва награда у професионалној каријери.

### 1994, година пробоја и невероватних успеха
Година 1994. је била година када се Николићева значајно пробила. Са песмом Одлази тријумфује 7. фебруара 1994. године на МЕСАМ-у 1993. (који због ситуације у земљи није одржан 1993, већ померен за 1994. годину), освојивши три прве награде: прву награду 17 ТВ центара, прву награду за интерпретацију и прву награду публике. Овим тријумфом Николић постаје популарна, млада нада наше музике, чијим талентом су сви били импресионирани и предвиђали успешну каријеру. Била је препознатљива по наступима у кринолинама. Звали су је поп принцеза. Њена каријера почиње да се развија великом брзином. Убрзо после МЕСАМ побеђује и на Београдском пролећу, 1994. године са баладом Напустио си све и осваја прву награду публике. После две узастопне победе постаје једна од најпопуларнијих поп певачица, о којој су сви имали само речи хвале од критичара, новинара, колега, публике. Ништа мање успеха није имала ни на летњим фестивалима и у Црној Гори. На Будванском фестивалу добија другу награду за песму Милион суза, а на Сунчаним скалама побеђује са песмом Баш сам се заљубила. Исте године учествује и на Београдском шлагеру са песмом Кад пожелиш. На Оскару популарности, песма Одлази је проглашена хитом године, као и на многим другим манифестацијама, а Николић открићем године. Ове године потписује уговор са ПГП-РТС.

### 1995—1997, албум првенацСад ме пронађи
Године 1995. учествује на Будванском фестивалу са песмом Песма тишине, а на Сунчаним скалама са песмом Као да сам луда, која постаје велики хит. Мајин албум првенац Сад ме пронађи угледао је светлост дана у издању ПГП РТС-а. Продуцент албума је био Саша Драгић. Поред познатих фестивалских балада, на њему су се нашле и поп-денс нумере. Маја добија многа годишња признања Златни хит ТВ новости на Месаму за поп певачицу године, затим Оскар популарности за поп певачицу године, Мелко, Златни мелос и многе друге награде. На Београдском пролећу наступа са Грајином баладом Дуња небеска 1996. На Месаму осваја треће место са песмом Сваки сам трен теби суђена, чији је аутор Мирко Ћајић. На Будванском фестивалу учествује са песмом Сво благо овог света си ти, а на Сунчаним скалама са песмом Нисам она иста. На ЦД-у Корнелија Ковача Моја генерација нашла се и нумера у Мајиној интерпретацији Дајте нам добру ноћ.
Маја је на кратко запоставила своју каријеру, будући да је 1997. родила сина Новака и живела у Аустралији. Годину дана одсуства са музичке сцене није спречило Мају да по повратку у Србију настави да ниже успех за успехом, да постане још већа звезда на трону домаће поп музике.

### 1998, врхунац каријере, хит албумУзми ме
Одмах по повратку у Србију, Маја се окитила титулом победника на Београдском пролећу са песмом Не тражи ме више, са којом је добила чак три награде: награду стручног жирија за композицију, награду за интерпретацију и другу награду публике. Победом је стекла право учешћа на престижном међународном фестивалу Славјански базар. Наравно, и на Базару, који је одржан у Одеси (Украјина) и Саратову (Русија) награда није изостала. Певала је Више ниси мој и Ђелем, ђелем, у аранжману Владимира Граића и Жељка Јоксимовића и освојила прву награду. Као победник фестивала певала је на Црвеном тргу у Москви и награду су јој уручили Ала Пугачова и Филип Киркоров, највеће руске звезде. То је једна од најзначајнијих награда у каријери.
Након великих победа са правим поп баладама, Маја одлучује да публици понуди нешто другачије и пласира нови музички правац у Србији етно-поп. Прву етно-поп песму у каријери Узми ме презентује на Будванском фестивалу, која је одмах постала огроман хит и проглашена хитом године на свим значајним манифестацијама. На Суначаним скалама осваја бронзану сирену са песмом Варали ме сви, која такође наишла на изузетан пријем код публике.
У новембру 1998. године, Маја издаје албум Узми ме којим је потврдила своју неприкосновеност тада у нашој поп музици и то је албум каријере Маје Николић. Поред већ познатих са фестивала Узми ме, Варали ме сви, Не тражи ме више, Више ниси мој, на албуму су биле и песме Ако верујеш, Морам бити његова, Лед ледени, Неверо, Лоша мала, Дивља ружа. Све песме су биле невероватни хитови. Албум "Узми ме" је био најтиражнији албум 1998/1999. године. Продуцент албума је био Владимир Граић, који је био и аутор свих композиција. А сарадници на албуму су били и Александар Кобац, Жељко Јоксимовић. Етно-поп је постао општи тренд крајем деведесетих захваљујући Маји.

### 1999, Први солистички концерт
Године 1999. су стизала сва могућа признања за певачицу године, хит године, албум године.
Потврда њене огромне популарности био је њен први солистички концерт у препуној дворани Сава центра 25. фебруара. 1999. године. Тиме је показала да је најпопуларнија поп певачица, а и да је велики хуманиста, будући да је сав приход од концерта дала у хуманитарне сврхе. Она је у тешким тренуцима за Србију, те кобне 1999. године, за време НАТО бомбардовања је снимила песму Тамо далеко.

### 2000, трећи албумИз ината
Јуна 2000. године издаје свој трећи албум Из ината. И овај албум одлично пролази код публике. Поново је понудила публици нешто ново, неочекивано, са примесама Оријента, али и овај експеримент се показао успешним и песме су врло брзо постале велики хитови. Највише су се издвојиле песме Драгане, Отрове, Голубица, Ђавола не тражи, Из ината као и балада Боли. Овај албум је био у врху тиражности 2000. године.

### Живот и каријера у Америци (2001—2008)
Пошто је освојила велики број награда у Србији и постала једна од најпопуларнијих певачица, Маја је решила да гради и инострану каријеру. Године 2001. одлази у Сједињене Државе. За време боравка у Америци певала је у Чикагу са бендом у Harry's Velvet Room, најпознатијем клубу у центру Чикага, у China Club-у у Њујорку, као предгрупа Дајани Рос на добротворном концерту, сав приход ишао деци са посебним потребама. У том клубу њен вансеријски таленат је уочио Дион Антик, власник 8 клубова у Чикагу, који је контактирао чувеног продуцента Мета Ворена, који је сарађивао са највећим светским звездама (Витни Хјустон, Грејс Џоунс...) и упознао га са његовим новим открићем. Мет је био импресиониран Мајом и започели су сарадњу. 2002. године и са њим је снимила обраду песме Алмаз у музичком студију „Warzone” у Чикагу.
Живела у Лос Анђелесу, Вествуду, на Беверли Хилсу, у Сан Дијегу. Завршила је и Академију за џез певање "Стела Адлер" у Лос Анђелесу. Тада је била примећена од стране продуцента фестивале Мирјане вон Блариком и добила је позив да наступи на филмској манифестацији током додељивања признања Награде Сателита 2003. године, где је певала уживо песму Something to Таlk About из филма "About a Boy" (Све о дечаку), која је добила престижну награду Златни сателит за најбољу песму. Године 2008. се вратила у Србију.

### 2001—2010. (каријера у Србији)
Иако је живела у Америци и градила инострану каријеру, није запоставила ни домаће фестивале. Маја је упоредо са иностраном каријером наставила и са каријером на домаћем терену.
Године 2001, учествује на Будванском фестивалу са песмом Плачите, а на Зрењанинском Ти да платиш.
Године 2003, победила на Зрењанинском фестивалу са песмом "Болесна"; учествовала на Беовизији са баладом Граница.
Године 2004, дует са Цецом Славковић на Беовизији Отров у малим бочицама.
Године 2005, добила награду публике на Сунчаним скалама са песмом Стоти пут.
Године 2006, осваја треће место на Радијском фестивалу са песмом Поклони се.
Године 2006, издаје свој четврти албум За моју душу за ПГП РТС, после 6 година дискографске паузе.
Године 2008, учествује на Охридском фестивалу са песмом Само за твоје очи и добија награду за интерпретацију Тоше Проески. Издаје компилацију својих највећих хитова са два нова сингла на дуплом ЦД-у за City Records под називом Љубавни парти. Исте године Маја почиње сарадњу са Тонијем Котуром у Немачкој (Хамбургу), познатим немачким репером, продуцентом и хитмејкором.
Године 2009, учествује на Будванском фестивалу са песмом Мушка сујета.
Године 2010, наступа са песмом Лудило на Гранд фестивалу, као и на Макфесту у дуету са Ђоком Танеским са песмом Чекор пред сите.

### 2009—2024: ријалитији и наставак каријере
Поред успешне певачке каријере, Маја се опробала и у ријалитијима. Њено прво учешће у ријалитију је било на Фарми 2009. године, када је освојила 4. место. Потом је била учесница ријалитија Двор (2011), Велики брат (2013) и још једном ријалитија Фарма, 2015. године.
Имала је и водитељске ангажмане. Водила је емисију Опаснице на Хепи ТВ.
- 2011. издаје албум Црвено
- 2012. снима спот за песму Судбина; наступа са Грајином баладом Сламка за спас на Гранд фестивалу; на фестивалу Врњачка Бања са групом Одговор са песмом Глас, где осваја награду за најбољу интерпретацију.
- 2013. учешће на Беосонгу са баладом Благослов, чији је аутор познати евровизијски композитор Марк Паелинк, а Маја написала текст; снима спот за песму Карамел.
- 2014. снима насловну нумеру А где си ти за филм Срце у анестезији и учествује на Гранд фестивалу са Захаровом песмом Шу-шу. Са кантаутором Дејаном Маринковићем снима дует песму Слободна земља.
- 2016. избацује сингл Боља него икад.
- 2017. ремикс великог хита Варали ме сви. Била је члан жирија Пинкових звезда у трећој сезони. 8. 9. наступила на Охридском фестивалу са баладом Григора Копрова Сувенир и добила специјалну награду Долни Сарај.
- 2018 — Са песмом Земља чуда коју је компоновао Владимир Граић, а текст писала Миа Пијаде такмичи се на српском националном избору Беовизија 2018. Исте године издаје и албум Земља чуда за City Records.
- 2021. - избацује сингл Путоказ.
- 2021. - издаје поп-рок баладу Не гледај ме, коју је радио Шоне из Освајача.
- 2022.- септембра избацује песму Дођи.
- 2023. - издаје сингл Нафталин, који је радио познати хитмејкер Рале Радовић.
- 2024. - издаје песму Штикле на сто у продукцији Александра Копца.

## Фестивалске награде
| Година | Фестивал                              | Песма                             | Награда                                                                                            |
| ------ | ------------------------------------- | --------------------------------- | -------------------------------------------------------------------------------------------------- |
| 1985.  | Мајска песма (Ниш)                    | Месец мај (Као Мар-Маја)          | прва награда                                                                                       |
| 1988.  | Пети фестивал дечије музике (Параћин) | Волим (Као Мар-Маја)              | прва награда                                                                                       |
| 1989.  | Дјеца пјевају срцем (Пуцарево)        | Коњски реп (Као Мар-Маја)         | прва награда за композицију прва награда за интерпретацију                                         |
| 1990.  | Београдско пролеће за децу            | Мој дјед је у Кини (Као Мар-Маја) | друга награда                                                                                      |
| 1993.  | Београдски шлагер "Менаџер" фестивал  | Не дам те                         | друга награда публике                                                                              |
| 1994.  | Месам '93                             | Одлази                            | прва награда за композицију, прва награда за интерпретацију, прва награда 17 ТВ центара            |
| 1994.  | Београдско пролеће                    | Напустио си све                   | прва награда за композицију, прва награда публике                                                  |
| 1994.  | Сунчане скале                         | Баш сам се заљубила               | прва награда за композицију, златна сирена, прва награда за интерпретацију                         |
| 1994.  | Будвански фестивал                    | Милион суза                       | друга награда                                                                                      |
| 1996.  | Месам                                 | Сваки сам трен теби суђена        | трећа награда                                                                                      |
| 1998.  | Београдско пролеће                    | Не тражи ме више                  | прва награда стручног жирија за композицију, прва награда за интерпретацију, друга награда публике |
| 1998.  | Славјански базар (Одеса, Саратов)     | Више ниси мој; Ђелем, ђелем       | прва награда жирија                                                                                |
| 1998.  | Сунчане скале                         | Варали ме сви                     | бронзана сирена, прва награда за интерпретацију                                                    |
| 2003.  | Зрењанински фестивал                  | Болесна                           | прва награда стручног жирија, прва награда публике, прва награда за интерпретацију                 |
| 2005.  | Сунчане скале                         | Стоти пут                         | прва награда публике                                                                               |
| 2006.  | Радијски фестивал                     | Поклони се                        | трећа награда                                                                                      |
| 2007.  | Будвански фестивал                    | Делиријум                         | награда за најбољи текст                                                                           |
| 2008.  | Охридски фестивал                     | Само за твоје очи                 | прва награда за интерпретацију                                                                     |
| 2012.  | Врњачка Бања                          | Глас                              | прва награда за интерпретацију                                                                     |
| 2017.  | Охридски фестивал                     | Сувенир                           | специјална награда "Долни Сарај"                                                                   |

## Дискографија
Албуми
- Сад ме пронађи (1995) ПГП-РТС
- Узми ме (1998) ПГП-РТС
- Из ината (2000) ПГП-РТС
- За моју душу (2006) ПГП-РТС
- Црвено (2011) Сити рекордс
- Земља чуда (2018) Сити рекордс

Синглови
- Одлази (1994)
- Као да сам луда (1995)
- Само се једном воли (1995) са Жељко Шашић
- Варали ме сви (1998)
- Узми ме (1999)
- Драгане (2000)
- Три невесте тикве брале (са Уснија Реџепова) (2000)
- Болесна (са Марко Кон) (2003)
- Отров у малим бочицама (са Цеца Славковић) (2004)
- Апотека (2009)
- Карамел (2013)
- Земља чуда (2018) Беовизија 2018.
- Путоказ (2021)
- Не гледај ме (2022)
- Дођи (са Дејаном Драгојевићем) (2022)
- Нафталин (2023)
- Штикле на сто (2024)

## Приватан живот
Маја је мајка двојице синова Новака (p. 1997) и Лазара (p. 2006).